# NGC 5970
NGC 5970 é uma galáxia espiral barrada (SBc) localizada na direcção da constelação de Serpens. Possui uma declinação de +12° 11' 11" e uma ascensão recta de 15 horas, 38 minutos e 30,0 segundos.
A galáxia NGC 5970 foi descoberta em 15 de Março de 1784 por William Herschel.